# Equitazione ai Giochi della XXXIII Olimpiade - Salto ostacoli a squadre
La competizione di salto ostacoli a squadre ai Giochi della XXXIII Olimpiade di Parigi si è svolta dal 1° al 2 agosto 2024 presso la Reggia di Versailles.
La gara è stata vinta dalla squadra inglese, mentre l'argento e il bronzo sono stati rispettivamente assegnati alla squadra statunitense e a quella francese.

## Programma
| Data           | Ora (UTC+2) | Turno          |
| -------------- | ----------- | -------------- |
| 1º agosto 2024 | 11:00       | Qualificazioni |
| 2 agosto 2024  | 14:00       | Finale         |
| Fonte:         |             |                |

## Formato di gara
Le competizioni del salto ostacoli a squadra si svolge in due giorni separati. Il primo giorno di competizione a squadre serve come qualificazione ed è aperto a un totale di 20 squadre. Al termine della qualificazione, le squadre ricevono il loro piazzamento sommando le penalità accumulate dai tre membri della squadra. Gli atleti che si ritirano, vengono eliminati o si ritirano dalla competizione non riceveranno un punteggio. Le squadre con un atleta che si è ritirato, è stato eliminato o si è ritirato dalla qualificazione a squadre saranno piazzate in base alle penalità combinate accumulate dai due atleti che hanno completato la competizione. Le squadre in cui tutti e tre gli atleti hanno completato la competizione senza essere eliminati o ritirati saranno piazzate prima delle squadre con solo due atleti che hanno completato la competizione senza essere eliminati o ritirati. Le squadre con due atleti che si sono ritirati e/o sono stati eliminati dalla competizione saranno eliminate. 
Le prime 10 squadre in base ai risultati della qualificazione avanzano alla finale a squadre. In caso di parità per l'ultimo posto di qualificazione, le squadre sono separate dal tempo combinato dei tre membri della squadra. La finale a squadre si svolge su un percorso diverso. Il punteggio ottenuto durante le fasi di qualificazioni non viene preso in considerazione e la classifica finale è stilata in base al numero di punti di penalità accumulati dai membri della squadra assegnati durante la competizione finale. 
Se due o più squadre sono a pari merito per una posizione da medaglia, il pareggio viene risolto con un jump-off.

## Risultati

### Qualificazioni
| Pos.   | Nazione             | Ca                                                                    | Cavalli                                               | PI        | PS     | Notes |
| ------ | ------------------- | --------------------------------------------------------------------- | ----------------------------------------------------- | --------- | ------ | ----- |
| 1      | Germania            | Christian Kukuk Philipp Weishaupt Richard Vogel                       | Checker 47 Zineday United Touch S                     | 0         | 0      | Q     |
| 2      | Stati Uniti         | Laura Kraut Karl Cook McLain Ward                                     | Baloutinue Caracole de la Roque Ilex                  | 0 6       | 6      | Q     |
| 3      | Gran Bretagna       | Ben Maher Harry Charles Scott Brash                                   | Dallas Vegas Batilly Romeo 88 Jefferson               | 0 4       | 8      | Q     |
| 3      | Belgio              | Gilles Thomas Wilm Vermeir Jérôme Guery                               | Ermitage Kalone IQ Van Het Steentje Quel Homme de Hus | 0 4       | 8      | Q     |
| 3      | Paesi Bassi         | Maikel van der Vleuten Kim Emmen Harrie Smolders                      | Beauville Z Imagine Uricas van der Kattevennen        | 0 8       | 8      | Q     |
| 6      | Irlanda             | Shane Sweetnam Daniel Coyle Cian O'Connor                             | James Kann Cruz Legacy Maurice                        | 4 0 5     | 9      | Q     |
| 7      | Francia             | Simon Delestre Olivier Perreau Julien Epaillard                       | I Amelusina R 51 Dorai D'Aiguilly Dubai du Cedre      | 8 4 0     | 12     | Q     |
| 8      | Svezia              | Henrik von Eckermann Rolf-Göran Bengtsson Peder Fredricson            | King Edward Zuccero HV Catch Me Not S                 | 0 17      | 17     | Q     |
| 9      | Israele             | Ashlee Bond Robin Muhr Daniel Bluman                                  | Donatello 141 Galaxy HM Ladriano Z                    | 4 16 0    | 20     | Q     |
| 10     | Messico             | Carlos Hank Federico Hernández Eugenio Garza                          | Porthos Maestro WH Z Romeo Contago                    | 4 12      | 20     | Q     |
| 11     | Spagna              | Ismael García Roque Sergio Álvarez Moya Eduardo Álvarez Aznar         | Tirano Puma HS Caprice du Vigneul                     | 9 4 8     | 21     |       |
| 12     | Svizzera            | Steve Guerdat Pius Schwizer Martin Fuchs                              | Dynamix de Belheme Vancouver de Lanlore Leone Jei     | 8 12 4    | 24     |       |
| 13     | Austria             | Katharina Rhomberg Gerfried Puck Max Kühner                           | Colestus Cambridge Naxcel V Elektric Blue P           | 16 8 4    | 28     |       |
| 14     | Canada              | Mario Deslauriers Erynn Ballard Amy Millar                            | Emerson Nikka van der Bisschop Truman                 | 12 4 16   | 32     |       |
| 15     | Australia           | Hilary Scott Thaisa Erwin Edwina Tops-Alexander                       | Milky Way Utopie Rossignol*IFCE Fellow Castlefield    | 16 4      | 36     |       |
| 16     | Giappone            | Taizo Sugitani Takashi Haase Shibayama Eiken Sato                     | Quincy 194 Karamell M&M Conthargo-Blue                | 20 12 19  | 51     |       |
| 17     | Polonia             | Adam Grzegorzewski Dawid Kubiak Maksymilian Wechta                    | Issem Flash Blue B Chepettano                         | 28 16 9   | 53     |       |
| 18     | Emirati Arabi Uniti | Omar Abdul Aziz Al-Marzooqi Ali Hamad Al-Kirbi Abdullah Mohd Al-Marri | Enjoy de la Mure Jarlin de Torres McGregor            | 12 44 16  | 72     |       |
| 19     | Arabia Saudita      | Abdulrahman Alrajhi Khaled Almobty Ramzy Al-Duhami                    | Ventago Jaguar King WD Untouchable 32                 | 8 20 AWD  | 28+AWD |       |
| —      | Brasile             | Pedro Veniss Stephan de Freitas Barcha Rodrigo Pessoa                 | Nimrod de Muze Primavera Major Tom                    | AEL 4 AWD | SEL    |       |
| Fonte: |                     |                                                                       |                                                       |           |        |       |

### Finale
| Pos.    | Nazione       | Ca                                                         | Cavalli                                               | PI        | PS     | Notes |
| ------- | ------------- | ---------------------------------------------------------- | ----------------------------------------------------- | --------- | ------ | ----- |
| Oro     | Gran Bretagna | Ben Maher Harry Charles Scott Brash                        | Dallas Vegas Batilly Romeo 88 Jefferson               | 1 0 1     | 2      |       |
| Argento | Stati Uniti   | Laura Kraut Karl Cook McLain Ward                          | Baloutinue Caracole de la Roque Ilex                  | 4 0       | 4      |       |
| Bronzo  | Francia       | Simon Delestre Olivier Perreau Julien Epaillard            | I Amelusina R 51 Dorai D'Aiguilly Dubai du Cedre      | 3 0 4     | 7      |       |
| 4       | Paesi Bassi   | Maikel van der Vleuten Kim Emmen Harrie Smolders           | Beauville Z Imagine Uricas van der Kattevennen        | 6 0 1     | 7      |       |
| 5       | Germania      | Christian Kukuk Richard Vogel Philipp Weishaupt            | Checker 47 United Touch S Zineday                     | 4 0       | 8      |       |
| 6       | Svezia        | Henrik von Eckermann Rolf-Göran Bengtsson Peder Fredricson | King Edward Zuccero HV Catch Me Not S                 | 4         | 12     |       |
| 7       | Irlanda       | Shane Sweetnam Daniel Coyle Cian O'Connor                  | James Kann Cruz Legacy Maurice                        | 5 0 9     | 14     |       |
| 8       | Belgio        | Gilles Thomas Wilm Vermeir Jérôme Guery                    | Ermitage Kalone IQ Van Het Steentje Quel Homme de Hus | 8 4 8     | 20     |       |
| 9       | Israele       | Robin Muhr Ashlee Bond Daniel Bluman                       | Galaxy HM Donatello 141 Ladriano Z                    | 13 20 AWD | 33+AWD |       |
| —       | Messico       | Carlos Hank Federico Hernández Eugenio Garza               | Porthos Maestro WH Z Romeo Contago                    | AWD       | SWD    |       |
| Fonte:  |               |                                                            |                                                       |           |        |       |